# Lepidobolus
Lepidobolus is een geslacht uit de familie Restionaceae. De soorten zijn endemisch in het zuiden en westen van Australië.

## Soorten
- Lepidobolus basiflorus Pate & Meney
- Lepidobolus chaetocephalus F.Muell.
- Lepidobolus densus B.G.Briggs & L.A.S.Johnson
- Lepidobolus deserti Gilg ex Diels & Pritz.
- Lepidobolus drapetocoleus F.Muell.
- Lepidobolus eurardyensis K.W.Dixon & B.G.Briggs
- Lepidobolus preissianus Nees
- Lepidobolus quadratus B.G.Briggs & L.A.S.Johnson
- Lepidobolus spiralis Meney & K.W.Dixon